# Sternotomis virescens
Sternotomis virescens är en skalbaggsart som beskrevs av John Obadiah Westwood 1845. Sternotomis virescens ingår i släktet Sternotomis och familjen långhorningar.
Artens utbredningsområde är:
- Angola.
- Benin.
- Gabon.
- Ghana.
- Sierra Leone.
- Togo.

Inga underarter finns listade i Catalogue of Life.